# Groupe Sonoco
Pour les articles homonymes, voir Sonoco (homonymie).
SONOCO ou le Groupe Sonoco est une entreprise guinéenne fondé en 2004 par Mamadou saliou kégnéko Diallo.

## Histoire
Le groupe Sonoco créé en 2004, après les résultats de la société mère la société guinéenne d'investissement fondée en 1992,.
Aujourd'hui, il est composé de cinq filiales qui sont les Moulins d'Afrique (LMA),, AM transit en 1999, Métal import, global investment and construction (GIC) en 2009 et la nouvelle compagnie d'investissement (NCI). Depuis le 1er avril 2018, le groupe Sonoco a finalisé le rachat de Nestlé Guinée S.A. le Groupe Sonoco opère dans plusieurs activités dont l'immobilier, le transit, l'industrie, la finance, la logistique et la métallurgie. En juillet 2023, elle crée sa première société en sierra leone,.
Il a lancer sa propre marque de boisson Salam, et le groupe a fait un chiffre d'affaires est de 90 000 000 000 francs CFA en 2017,,.